# بروس هدسون
بروس هدسون (بالإنجليزية: Bruce Hudson)‏ (31 أكتوبر 1950 بسانت لويس في الولايات المتحدة - ) هو لاعب كرة قدم أمريكي في مركز الهجوم. لعب مع سانت لويس ستارز وRhode Island Oceaneers ‏ وSaint Louis Billikens men's soccer ‏.